# Старые Сочи
Старые Сочи (рум. Socii Vechi, Сочий-Векь) — село в Фалештском районе Молдавии. Наряду с сёлами Калугэр, Фрумушика и Новые Сочи входит в состав коммуны Калугэр.

## География
Село расположено на высоте 81 метров над уровнем моря.

## Население
По данным переписи населения 2004 года, в селе Сочий-Векь проживает 41 человек (22 мужчины, 19 женщин).
Этнический состав села:
| Национальность | Число жителей | Процентный состав |
| -------------- | ------------- | ----------------- |
| молдаване      | 41            | 100.0             |
| Всего          | 41            | 100%              |